# Lessinia
La Lessinia, o Monti Lessini, è un altopiano e un supergruppo alpino situato prevalentemente in provincia di Verona e parzialmente nelle province di Vicenza e Trento.
Una parte del territorio lessinico costituisce il Parco naturale regionale della Lessinia. Confina a nord con la Val di Ronchi e il Gruppo del Carega, a est con la Val Leogra, a sud con il corso dell'Adige e l'alta pianura veronese e a ovest con la Val Lagarina. Le sue cime raggiungono un'altitudine tra i 1500 e i 1800 m s.l.m.
Fin dai tempi più remoti la Lessinia vide la presenza dell'uomo, che qui poteva facilmente reperire la selce e rifugiarsi nelle molte grotte e ripari. Risale all'inizio del II millennio a.C. la diffusione dei castellieri, piccoli insediamenti fortificati posti sulla sommità dei rilievi, di cui rimangono solo alcune tracce oramai confuse nel territorio. Prima dell'arrivo dei Romani, avvenuto tra il III e il II secolo a.C., la zona era abitata da diverse popolazioni di origine retica, tra cui gli Arusnati. A quel tempo l'altopiano risultava quasi interamente occupato da boschi per la parte più bassa mentre le spianate più in quota erano adibite a pascolo estivo. In seguito alla caduta dell'Impero Romano il territorio andò incontro a un'evidente decrescita demografica, che si interromperà solamente agli inizi dell'XI secolo.
Dall'età carolingia, fino all'avvento dell'età comunale, gran parte della Lessinia fu sotto il controllo della Chiesa veronese, un dominio che andò in crisi con l'affermazione dei commercianti di lana di cui i Della Scala, futuri signori di Verona, erano gli esponenti cittadini. Nel 1287, il vescovo Bartolomeo della Scala concesse a un gruppo di coloni di origine tedesca di stabilirsi nell'area dell'odierna Roverè Veronese, costituendo il primo nucleo dei Cimbri della Lessinia. Con la dedizione di Verona a Venezia del 1404 anche l'altopiano passò sotto la dominazione della Serenissima, che procedette a conferire agli abitanti diversi privilegi in cambio della sorveglianza del confine a nord. L'arrivo di Napoleone comportò grandi cambiamenti nell'assetto amministrativo della zona, in parte mantenuti dalla successiva dominazione austriaca. Gli anni successivi all'annessione del Veneto al Regno d'Italia furono molto duri per la popolazione, che conobbe carestie ed epidemie. Risparmiata dai tragici avvenimenti della prima e seconda guerra mondiale, la fine del XX secolo si è caratterizzata per un progressivo spopolamento dei comuni lessinici a favore di un'emigrazione verso la città.

## Toponimo
Nomi storici utilizzati in documenti veronesi per questo territorio sono Luxino, Lixino, Lesinio, Lissinorum e Lissinia, sempre con il significato di "terra usata e preparata per i pascoli". Il primo documento conosciuto in cui compare il termine è un atto del 7 maggio 814 in cui il gastaldo Ildemanno di Verona dona "campo meo in Luxino ad Alpes facienda, una cum capilo pasquo" al monastero veronese di Santa Maria in Organo. Potrebbe avere anche origine dal dialetto veronese le sime, cioè le vette, oppure dal veneto lisso o lissio, ovvero un canale di travi per far scivolare le piante.

## Geografia

### Confini e paesaggio

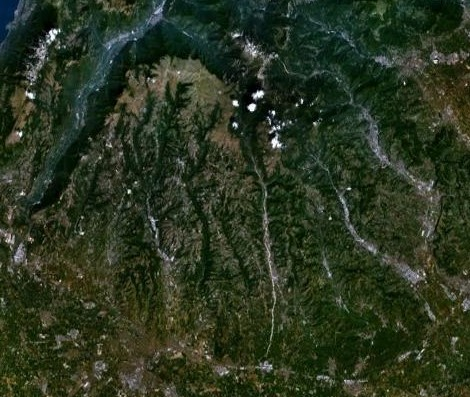
Immagine satellitare della Lessinia

Chiusa a nord dalla profonda e selvaggia Val di Ronchi e dal maestoso Gruppo del Carega, delimitata a est dalla Val Leogra, a sud-est dai colli di Monteviale, a sud-ovest dal corso dell'Adige e dall'alta pianura veronese e a ovest dalla Val Lagarina, essa è quasi un'unità a sé stante nell'ambito delle Prealpi Venete. La solcano numerose valli che dagli alti pascoli scendono e si dispiegano a ventaglio verso Verona e la pianura.
Procedendo da ovest verso est troviamo le valli di Fumane, di Marano e di Negrar (che insieme costituiscono un'unità che ha più carattere storico che geografico: la Valpolicella) e poi le valli Valpantena, di Squaranto, di Mezzane, d'Illasi, Tramigna, d'Alpone, del Chiampo e dell'Agno. Le sue alture a ovest rientrano nelle Prealpi Venete, con cime tra i 1500 e i 1800 m, e il gruppo del Carega a nord-est (che supera i 2200 m). La fascia centrale si attesta invece tra i 1000 e i 1300 metri.
Tra le cime: Corno d'Aquilio, Monte Tomba, Cima Trappola.
Il paesaggio degli Alti Pascoli della Lessinia è stato ufficialmente riconosciuto come paesaggio agrario ed inserito nel Registro nazionale dei paesaggi storici rurali, predisposto con decreto n. 17070 del 19 novembre 2012 del Ministero delle politiche agricole, alimentari e forestali.

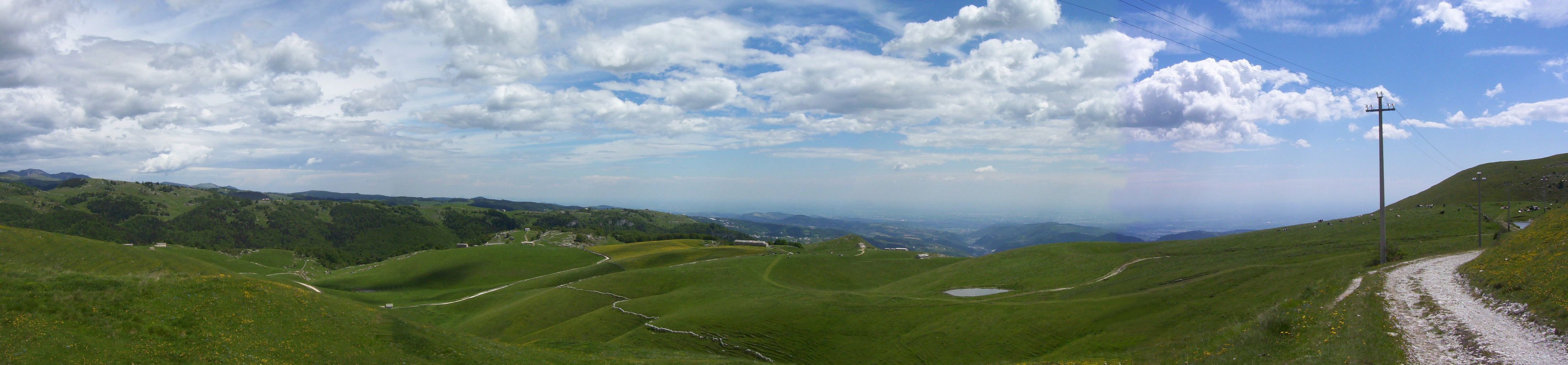
Panorama della Lessinia sopra il passo delle Fittanze

### Idrografia

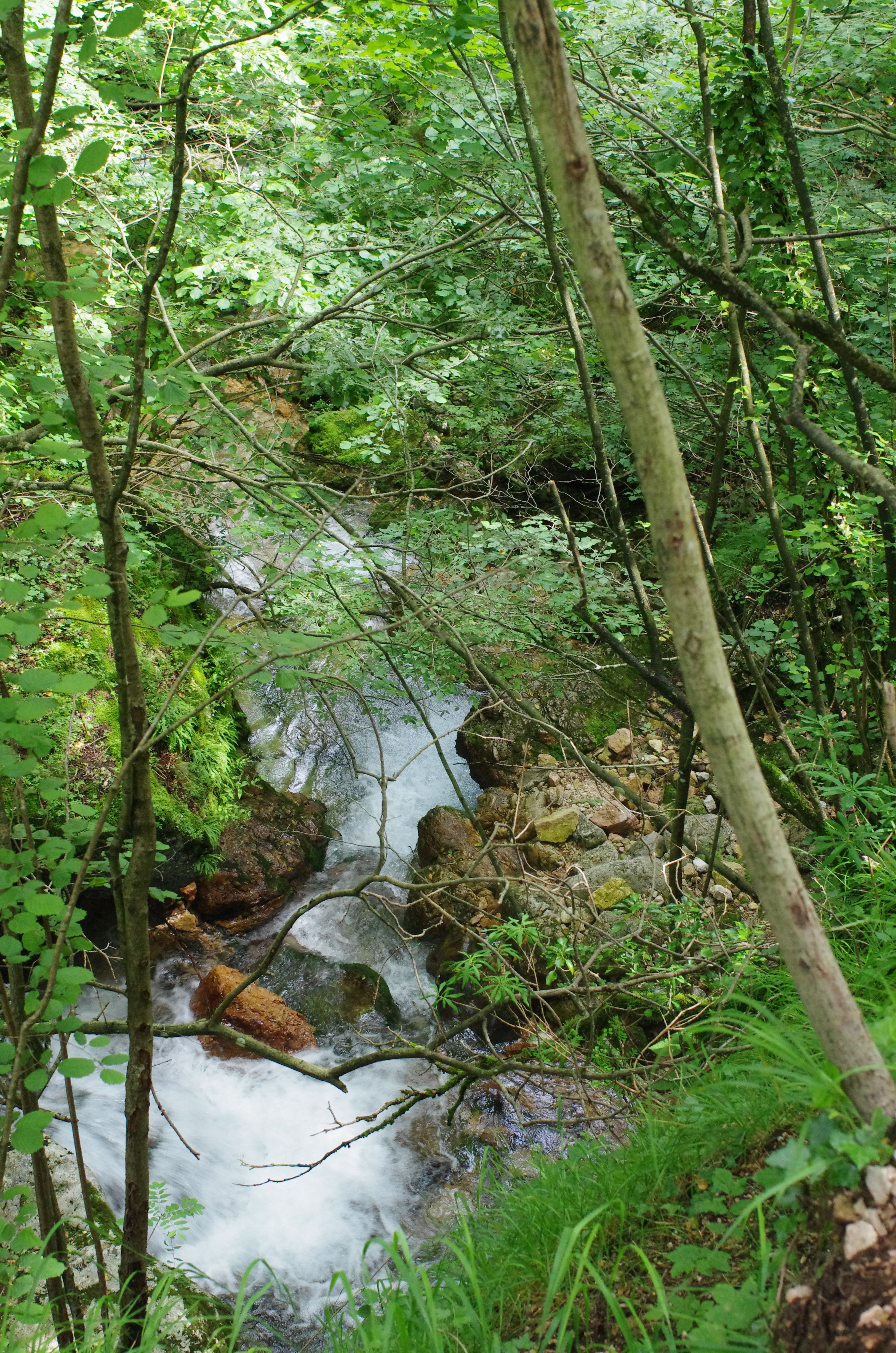
Torrente Fraselle

Il fenomeno del carsismo tipico della rocce calcaree che formano la Lessinia ha reso la sua rete idrografica assai articolata e varia, caratterizzata da una grande ramificazione di torrenti che nel corso dei periodi glaciale e quaternario hanno contribuito a scavare le valli torrentizie che compongono il territorio. Su tutto l'altopiano si annoverano diverse sorgenti, sia temporanee legate allo scioglimento delle nevi e alle piogge, sia permanenti, che sgorgano soprattutto allo sbocco delle valli tra l'alta e bassa pianura. Le più importanti si trovano sul versante trentino nella valle dei Ronchi, lunga circa 11 km e percorsa dal torrente Ala, e nella Val Bona mentre sugli altri versanti quelle della Val di Illasi e tra Velo e Val di Mazzano sono le più consistenti.
Di seguito un elenco dei principali corsi d'acqua presenti in Lessinia partendo da ovest e andando verso est. A Fumane transita l'omonimo progno (termine in dialetto veronese per indicare un torrente) che dopo essere nato dal monte San Giovanni e dal Monte Loffa percorre i circa 14 km della valle dei Progni ricevendo numerosi affluenti. La valle di Marano di Valpolicella, lunga appena 7 km, è percorsa dal progno di Marano proveniente da Vajo Camporal e la cui fonte si trova presso il monte Noroni. Più a est, la valle di Negrar di Valpolicella lunga 11 km è percorsa dall'omonimo progno che origina dal progno di Fane e ha come affluenti, tra gli altri, i progni di Fiamene, Prun, Mazzano, San Ciriaco, Sieresol, Pozzetta, Quena e Cancello. In pianura, il progno di Negrar e di Marano si congiungono per poi sfociare in Adige.
Nei pressi della città di Verona giungono in pianura il progno di Quinzano e il torrente Avesa, entrambi si gettano poi in Adige. A est di Verona si apre la grande vallata di Valpantena, orientata nord-sud che si estende per circa 26 km con un bacino idrografico di 150 km², termina a nord con una biforcazione che divide l'Alta Valpantena dal Vajo dell'Anguilla. Il progno di Valpantena, dopo aver attraversato l'abitato di Borgo Venezia, sfocia in Adige a ovest di San Michele Extra. Sempre più a est, da Cima Trappola origina il vajo Squaranto che si unisce al vajo Illasi dopo aver ricevuto numerosi affluenti tra cui i torrenti Fibbio e Marcellise, in corrispondenza di San Martino Buon Albergo per poi terminare in Adige prima di Belfiore.

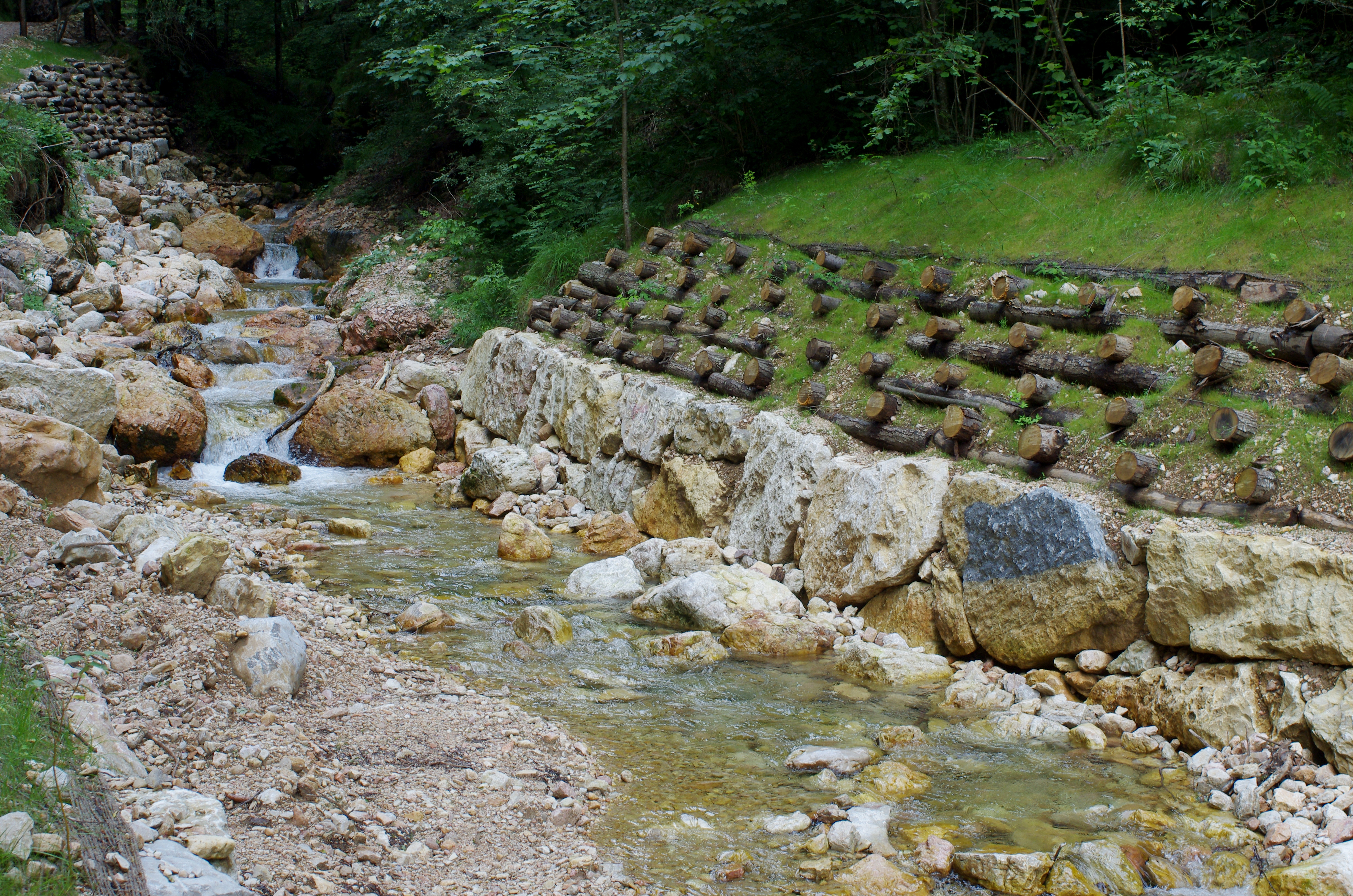
Torrente Fraselle in corrispondenza di Giazza

La Val d'Illasi, con i suoi 22 km, separa in due l'altopiano della Lessinia andando a insinuarsi fino nel gruppo del Carega. La valle risulta assai stretta nelle sue porzioni più settentrionali, facendo registrare poco meno di 200 metri di larghezza a Selva di Progno per poi aprirsi all'altezza di Illasi fino a circa 3 km. Nei pressi di Giazza si apre una vallata in direzione ovest est, la val Fraselle, percorsa dall'omonimo torrente.
L'ultima grande valle della provincia di Verona è la Val d'Alpone in cui scorre per circa 32 km il torrente Alpone che, nato dal monte Purga, termina la sua corsa in Adige 7 km dopo aver attraversato San Bonifacio. Infine, in provincia di Vicenza, la val del Chiampo si estende per circa 31 km interamente percorsi dal torrente Chiampo, anch'esso terminante nell'Adige dopo aver aggiunto alle sue acque, originatesi a 1650 m s.l.m., quelle di numerosi torrenti.

### Clima

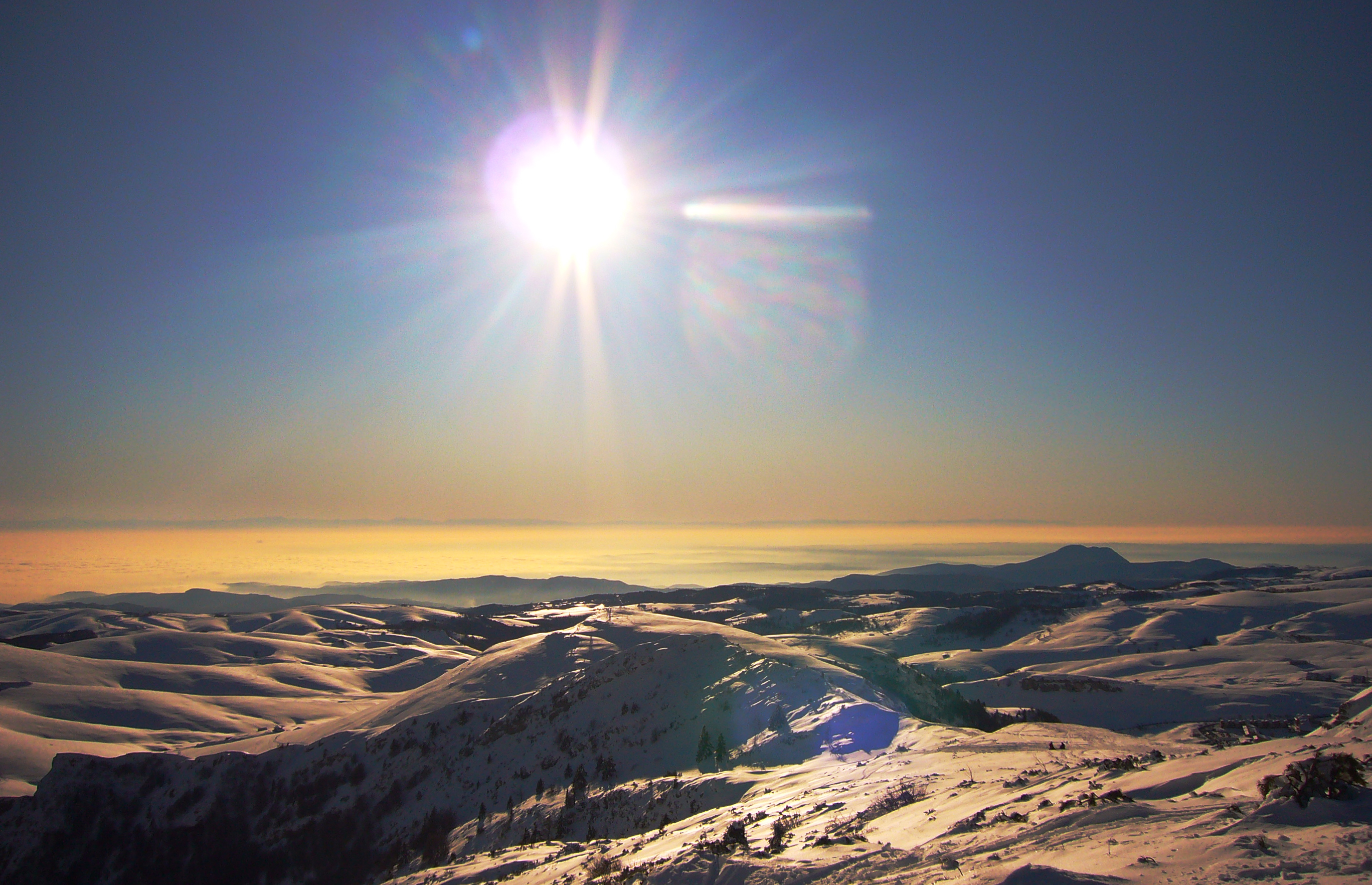
Lessinia innevata vista da Cima Trappola

Climaticamente la Lessina può essere divisa in tre fasce: una temperata umida, talvolta tendente al submediterraneo permettendo coltivazioni di ulivi,  che si estende dalle zone pedemontane a circa 700 m s.l.m., una successiva temperata fresca tra i 700 m e i 1 500 m e, infine, una oltre i 1 500 m temperata fredda. Le temperature medie oscillano tra i 5 °C e i 13 °C con una diminuzione media di circa 0,5 °C ogni 100 m di quota guadagnata. Il mese più freddo è gennaio, con una media delle minime spesso inferiore a -1 °C, mentre il periodo più caldo è tra luglio e agosto quando le massime arrivano a essere comprese tra i 22 °C e i 29 °C. L'umidità relativa è tra il 50% e il 70%.
A fondovalle si registrano precipitazione medie intorno agli 850 mm che crescono sensibilmente in direzione nord. Il minimo pluviometrico principale coincide con i mesi di gennaio e febbraio, mentre quello secondario tra luglio e settembre, con l'esclusione di agosto quando l'intensa attività convettiva comporta un aumento delle piogge. I massimi pluviometrici principali si registrano nei mesi di ottobre e novembre, mentre tra aprile e giugno vi è il massimo secondario. La neve, più frequente nella zona centrale e orientale, si presenta nei mesi invernali tra dicembre e metà febbraio non superando di media gli 80 centimetri.
A titolo di esempio si riportano le tabelle climatiche relative a Velo Veronese (a 1074 m s.l.m.) e Grezzana (a 267 m s.l.m.):
| Velo Veronese       | Mesi | Mesi | Mesi | Mesi | Mesi | Mesi | Mesi | Mesi | Mesi | Mesi | Mesi | Mesi | Stagioni | Stagioni | Stagioni | Stagioni | Anno  |
| Velo Veronese       | Gen  | Feb  | Mar  | Apr  | Mag  | Giu  | Lug  | Ago  | Set  | Ott  | Nov  | Dic  | Inv      | Pri      | Est      | Aut      | Anno  |
| ------------------- | ---- | ---- | ---- | ---- | ---- | ---- | ---- | ---- | ---- | ---- | ---- | ---- | -------- | -------- | -------- | -------- | ----- |
| T. max. media (°C)  | 3,0  | 3,8  | 7,5  | 10,4 | 15,8 | 19,4 | 21,8 | 21,8 | 18,3 | 13,5 | 7,4  | 3,7  | 3,5      | 11,2     | 21,0     | 13,1     | 12,2  |
| T. min. media (°C)  | −4,9 | −5,0 | −1,4 | 1,9  | 6,0  | 9,3  | 11,8 | 11,7 | 8,4  | 4,6  | −0,4 | −3,7 | −4,5     | 2,2      | 10,9     | 4,2      | 3,2   |
| Precipitazioni (mm) | 81   | 77   | 95   | 132  | 138  | 127  | 110  | 121  | 106  | 138  | 141  | 101  | 259      | 365      | 358      | 385      | 1 367 |

| Grezzana            | Mesi | Mesi | Mesi | Mesi | Mesi | Mesi | Mesi | Mesi | Mesi | Mesi | Mesi | Mesi | Stagioni | Stagioni | Stagioni | Stagioni | Anno  |
| Grezzana            | Gen  | Feb  | Mar  | Apr  | Mag  | Giu  | Lug  | Ago  | Set  | Ott  | Nov  | Dic  | Inv      | Pri      | Est      | Aut      | Anno  |
| ------------------- | ---- | ---- | ---- | ---- | ---- | ---- | ---- | ---- | ---- | ---- | ---- | ---- | -------- | -------- | -------- | -------- | ----- |
| T. max. media (°C)  | 5,6  | 6,8  | 12,2 | 16,2 | 21,3 | 15,4 | 27,6 | 27,4 | 23,5 | 17,7 | 10,8 | 6,3  | 6,2      | 16,6     | 23,5     | 17,3     | 15,9  |
| T. min. media (°C)  | −1,7 | −0,6 | 3,0  | 6,7  | 10,9 | 14,3 | 16,7 | 16,3 | 12,9 | 8,5  | 3,3  | −0,6 | −1,0     | 6,9      | 15,8     | 8,2      | 7,5   |
| Precipitazioni (mm) | 60   | 56   | 68   | 91   | 103  | 102  | 93   | 102  | 82   | 99   | 96   | 71   | 187      | 262      | 297      | 277      | 1 023 |

I venti dominanti soffiano da ovest ad est mentre quelli da nord vengono in gran parte fermati dai rilievi maggiori. Vi sono diverse correnti minori e brezze che vanno dal basso verso l'alto e che comportano la formazione di condense e di nuvole nelle zone più elevate.

### Sismicità

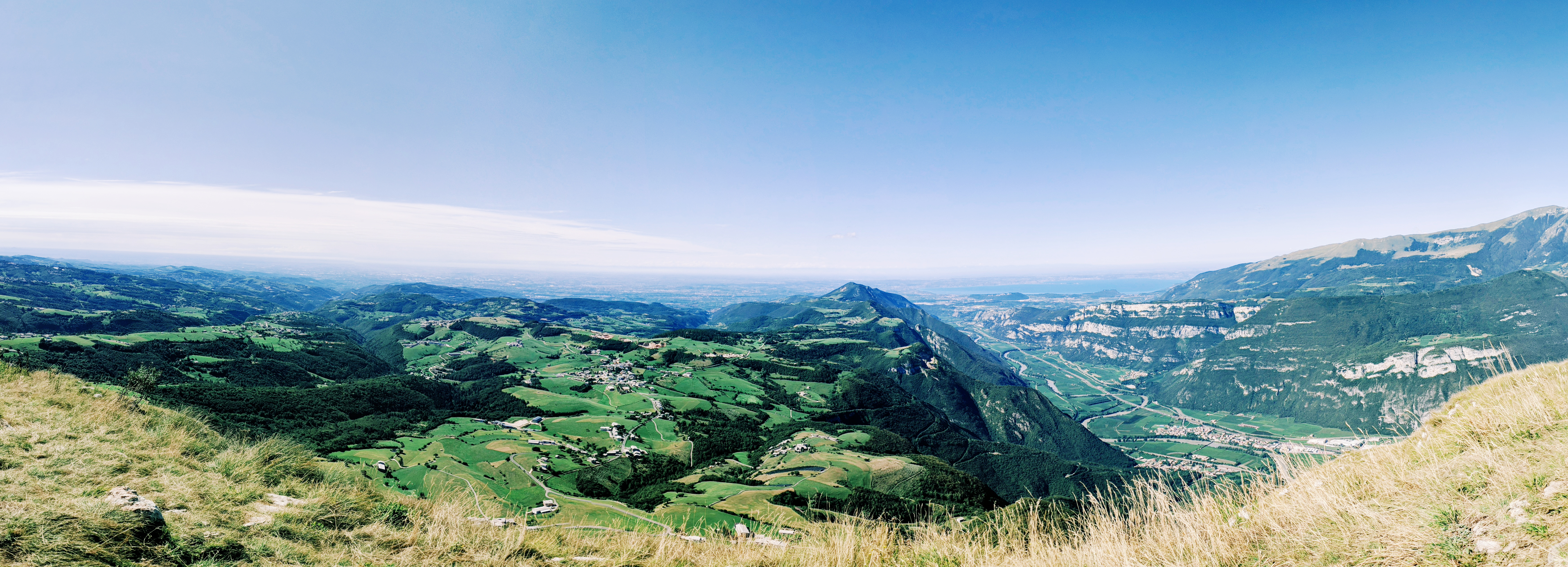
Vista dal Corno d'Aquilio

La Lessinia si presenta con un livello di sismicità medio. I fenomeni sismici che comunque si riscontrano non sono ascrivibili a cause vulcaniche ma piuttosto all'avanzamento verso nord della catena appenninica che comporta una compressione e allo scollamento di masse rocciose crostali. Pertanto si tratta di terremoti interplacca superficiali che interessano la fascia rocciosa posta tra i 20 e i 25 km di profondità. La val di Illasi, caratterizzata da un sistema di faglie che si estendono in direzione nord e sud, è quella a maggior rischio ed ha fatto registrare diversi eventi tellurici verso la fine del XIX secolo, in particolare il terremoto del 7 giugno 1891. Altresì la porzione pedemontana subito a nord della città di Verona è stata, nel corso della storia, protagonista di numerosi terremoti.

## Storia

### Preistoria

Ritrovamenti di ceramica dell'età del Ferro sul monte Loffa

Il territorio della Lessinia appare abitato fin dai tempi più remoti; la facilità con cui si poteva reperire la selce per la produzione di oggetti, la disponibilità di molte grotte e ripari in roccia e altri motivi economici e legati alla sicurezza furono i fattori che portarono diverse comunità preistoriche a insediarvisi.
Le prime testimonianze risalgono al paleolitico inferiore e dimostrano la presenza umana in diverse località, tra cui Riparo Soman, Ponte di Veja, località Villa (Quinzano), Cà Verde (Sant'Ambrogio di Valpolicella), Grotta di Fumane. Sempre a Quinzano sono stati trovati numerosi resti del successivo periodo interglaciale di Riss-Würm, come punte di lancia, asce, falcetti e frammenti di ossa craniche umane. Altri insediamenti del paleolitico medio sono stati trovati sulle Torricelle, sul Monte Cucco, sul Monte Loffa e ad Azzago. I ritrovamenti comunque fanno supporre che non si trattassero di veri e propri stabili stanziamenti dell'uomo, in quanto risulta che praticasse una vita nomade, anche se si presume che la zona della Cà Verde rappresentasse un'eccezione. Tra la fauna del tempo si potevano trovare l'orso delle caverne, il lupo, la iena e diversi roditori della steppa.

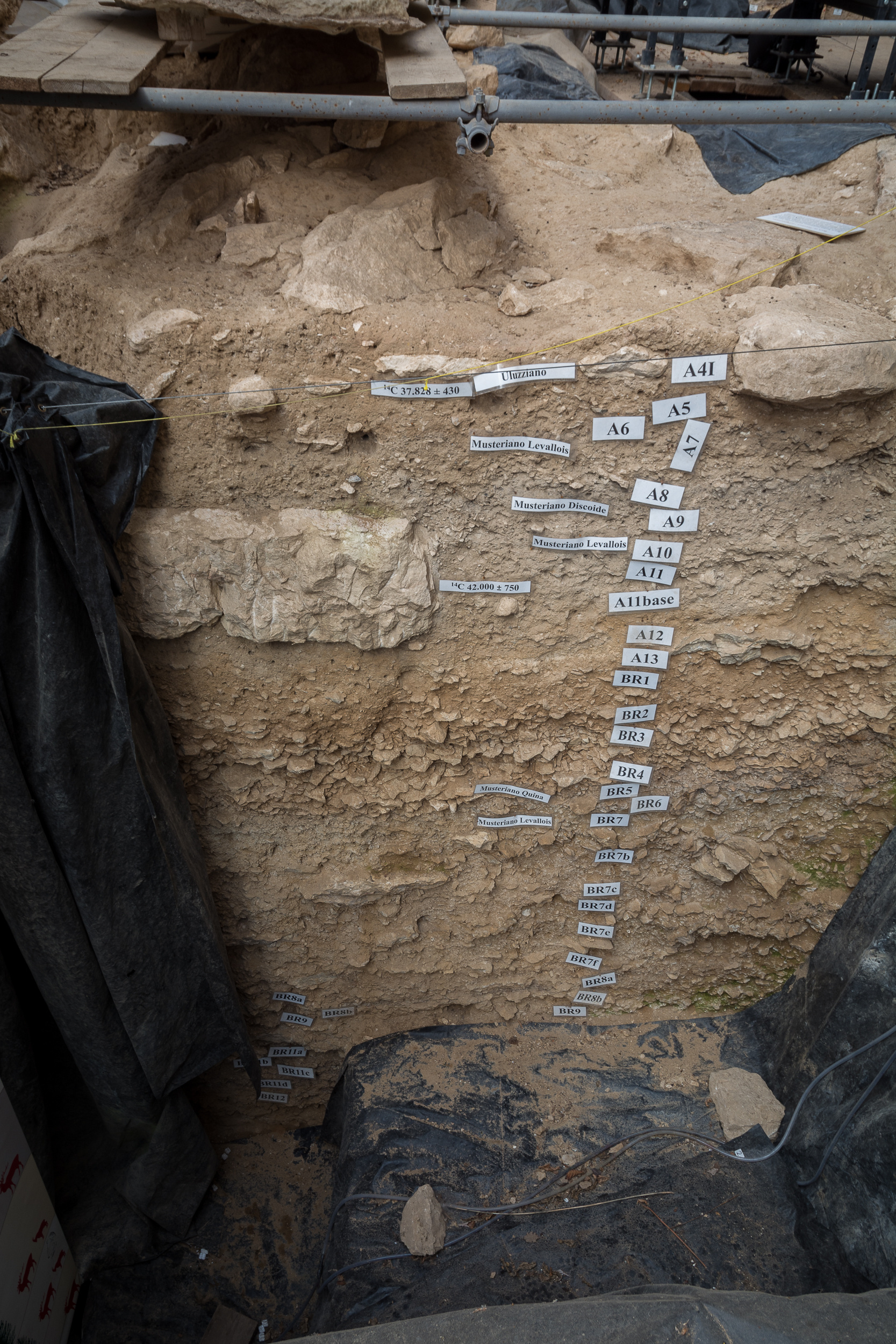
Scavo nella grotta di Fumane che mostra i vari strati attribuibili alle diverse ere storiche

Gli studi effettuati hanno suggerito che nel paleolitico superiore le popolazioni stanziate nella bassa Lessinia fossero in ritardo per quanto riguarda la civilizzazione rispetto ai modelli più generali. Scarse, infatti, le testimonianze artistiche e manufatti complessi risalenti a questo periodo. Per trovare segni di una civiltà più complessa bisogna aspettare l'età del rame che ha visto la presenza dell'uomo sulle colline di Marcellise, a Ponte di Veja, sul Monte Loffa, a Molina, in località Colombare di Negrar dove è stato rinvenuto un focolare, probabilmente utilizzato per scopi rituali.
È degli inizi del II millennio a.C., in piena età del ferro, che in zona si riscontra il fenomeno dei castellieri, piccoli insediamenti di capanne ubicate a semicerchio, fortificati con mura di pietrame a secco e posti sulla sommità dei rilievi. Nonostante ne rimangano solo alcune tracce confuse nel territorio circostante, alcuni di essi sono stati identificati nei pressi di Arbizzano (Negrar), Fumane, Marano di Valpolicella. Uno dei meglio conservati, risalente all'età del ferro, venne trovato a Castel Sottosengia, nei pressi di Breonio, oggi scomparso per far posto a una cava di marmo.
 Il ritrovamento in loco di alcuni materiali come lo stagno e il rame ha suggerito che le popolazioni locali intraprendessero commerci con altre località anche al di fuori dell'Italia.
Molti ritrovamenti degli oggetti ritrovati si trovano oggi al Museo paleontologico e preistorico di Sant'Anna d'Alfaedo e al Museo civico di storia naturale di Verona.

### Epoca romana

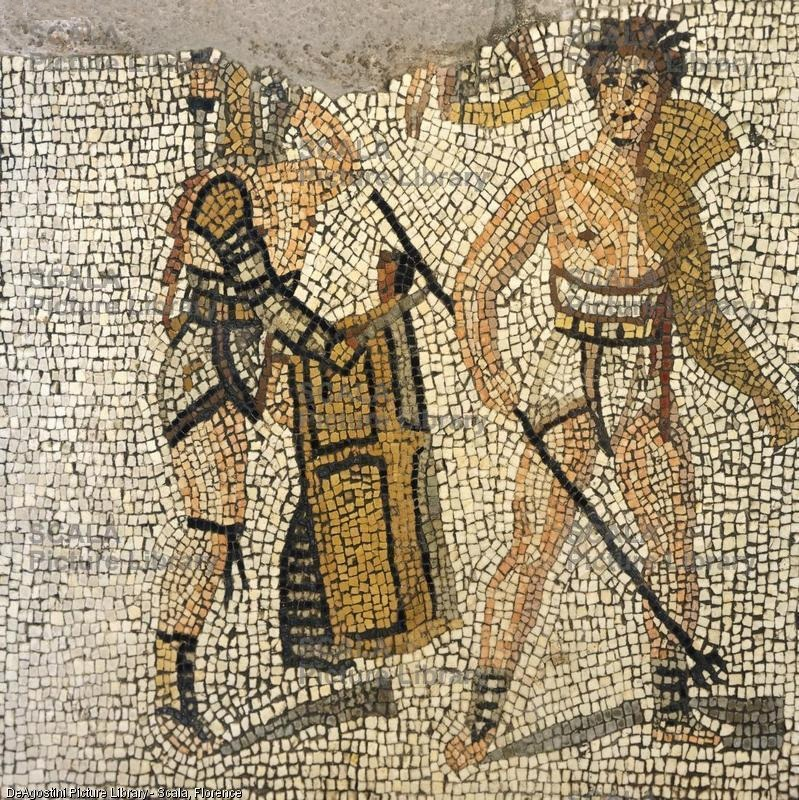
Mosaico del pavimento di una villa romana trovato a Negrar di Valpolicella

Fin da prima dell'inizio della dominazione romana, che ebbe inizio tra il III e il II secolo a.C., il territorio della Lessinia era abitato da varie popolazioni di origine retica. Una menzione va fatta a parte per gli antichi abitanti della Valpolicella, gli Arusnati, di cui si dibatte la loro origine retica o etrusca; questa popolazione godette di particolare autonomia amministrativa anche successivamente all'arrivo dei Romani costituendo il Pagus Arusnatium.
Sul territorio veronese confluivano due tra le più importanti strade romane, la via Claudia Augusta che congiungeva il nord Europa alla pianura padana e la via Postumia che partendo dalla Liguria si estendeva fino ai confini più orientali dell'impero. Il passaggio di queste fondamentali vie, che si congiungevano nella città di Verona, rendeva la zona strategicamente importantissima. La loro presenza influì anche sul territorio collinare lessinico dove vennero realizzate vie secondarie che si congiungevano a esse.
A quel tempo la Lessinia, facente parte dell'agro veronese, risultava quasi interamente occupata da boschi per la parte più bassa (Frizzolana e Selva veronensis) mentre le spianate più in quota (Lessinium) erano adibite a pascolo estivo. Oltre alle attività di pascolo, in Lessinia si praticava la raccolta di erbe, di bacche, di funghi, di legname da ardere e per l'edilizia. Dalle cave si estraeva pietra calcarea bianca e rossastra largamente impiegata per gli edifici cittadini. Nonostante ciò gran parte del territorio risultava disabitato. Pochi furono, dunque, i segni lasciati dai Romani, specie nelle zone più elevate, che si limitarono a presidiare gli accessi lasciando ai locali il potere di organizzarsi amministrativamente. A San Mauro di Saline esisteva una strada carraia che risaliva la dorsale ed era utilizzata per la transumanza verso le alture di caprini e ovini. A Velo Veronese vi fu certamente un forte militare.
Diversa la situazione per i paesi a fondo valle in cui, conseguentemente alla centuriazione del II secolo a.C., si sviluppò un'intensa attività agricola e dove, contemporaneamente, sorsero ville romane il cui padrone, solitamente risiedente in città, vi si recava per amministrare i propri fondi. Resti di alcune di esse sono stati trovati a Negrar, Romagnano, Azzago, Colognola ai Colli. Dalla Valpantena e dalla Valpolicella partivano gli acquedotti che rifornivano la città di Verona. A Santa Maria in Stelle è stato rinvenuto un ipogeo di epoca tardo imperiale.
A partire dal IV secolo si incominciò ad assistere alla cristianizzazione delle popolazioni che vivevano in Lessinia; l'incendio del tempio di Minerva che sorgeva a Marano (dove oggi sorge il santuario di Santa Maria di Valverde) è una testimonianza di quel processo.

### Epoca medioevale

#### Alto Medioevo

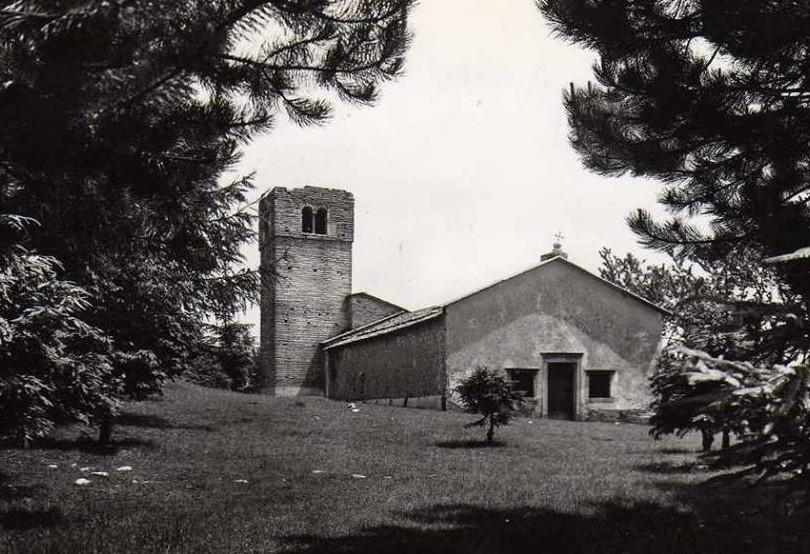
Pieve di San Giovanni in Loffa, forse la più antica della Lessinia

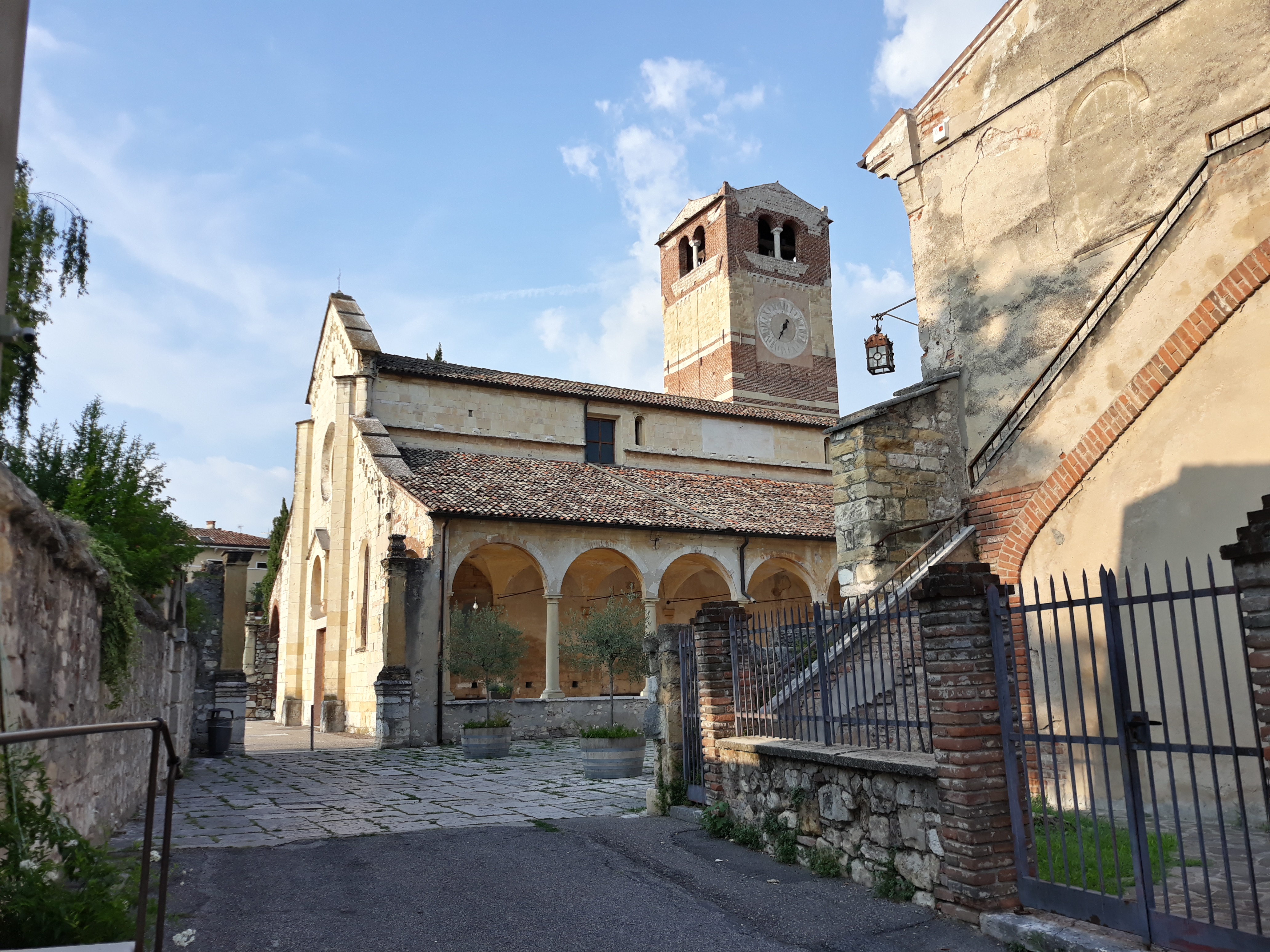
Pieve di San Floriano, esistente già nel 905, vantava un potere giurisdizionale su gran parte della Valpolicella

Con la caduta dell'Impero romano d'Occidente si assistette a un decremento della popolazione in Lessinia e delle attività economiche che qui vi si svolgevano. In epoca longobarda molti appezzamenti della Lessinia erano dati come beneficio feudale agli arimanni, uomini liberi e in grado di portare le armi. Con la fine del regno longobardo e l'avvento dell'età carolingia essi divennero dei semplici gastaldi, ovverosia dei funzionari civili delegati a sovraintendere alle terre dei nuovi feudatari che qui furono per la maggior parte enti ecclesiastici di Verona, e in particolare il capitolo della cattedrale, il monastero di San Zeno, quello di Santa Maria in Organo e dei Santi Nazaro e Celso. Verso la fine dell'alto medioevo il territorio risultava organizzato in pievi, tra cui le più importanti erano quelle di Grezzana, di San Floriano, di San Martino a Negrar, di Arbizzano e di Montorio, di Santa Maria a Tregnago e di San Giovanni in Loffa quest'ultima probabilmente la più antica della Lessinia occidentale. Nel X secolo vi erano almeno tre sculdasci posti a sovraintendere ad aree di particolare interesse strategico. Un documento datato 7 maggio 814 nomina per la prima volta il termine “Lessinia”.
Il nome Valpolicella (Valle Pulliscella), la zona che comprende la parte sud-ovest della Lessinia, compare invece per la prima volta in un decreto di Federico Barbarossa del 24 agosto 1177 in cui l'imperatore concede alla Congregazione del Clero le terre intorno al Castrum Rotaris nei dintorni dell'odierno Castelrotto: nulla a che vedere con l'omonima località dolomitica, trattandosi invece di frazione di San Pietro in Cariano (VR). Sempre il Barbarossa l'anno seguente attribuisce i diritti comitali su terreni e ville della zona al conte Sauro della famiglia dei Sambonifacio. Tuttavia, amministrativamente la Valpolicella non ebbe nessun riconoscimento fino all'età comunale quando venne istituito un “colonnello” dotato di parziale autonomia, dovendo accettare un capitano da Verona quando se ne fosse resa necessità. Nel 1311 con Federico della Scala nasce la contea della Valpolicella che godrà di maggior libertà e diversi sgravi fiscali, prerogative che manterrà per diversi secoli anche dopo la fine della dominazione scaligera.
Il territorio della Valpantena era in gran parte dei canonici del duomo. Grazie al testamento del 921 del vescovo di Verona Nokterio si apprende che a Marzana vi fosse un castello cum turribus et omnibus in circuito municionibus suis e che un altro sorgesse a Grezzana. Altri ne vennero edificati negli anni successivi, tra il X e l'XI secolo sono documentati castrum a Poiano (edificato prima del 968), a Rocca di Lugo, ad Azzago, a Romagnano, a Montorio e ad Arbetu (l'attuale Erbezzo, citato nel 1014). Negli stessi anni il capitolo della cattedrale acquisisce sempre più potere in loco: un diploma di Ottone II del 983 gli assegna alcuni castelli, mentre nel 1027 Enrico II gli concede la possibilità di riscuotere tasse.

#### Età comunale: produzione di lana e affermazione degli Scaligeri

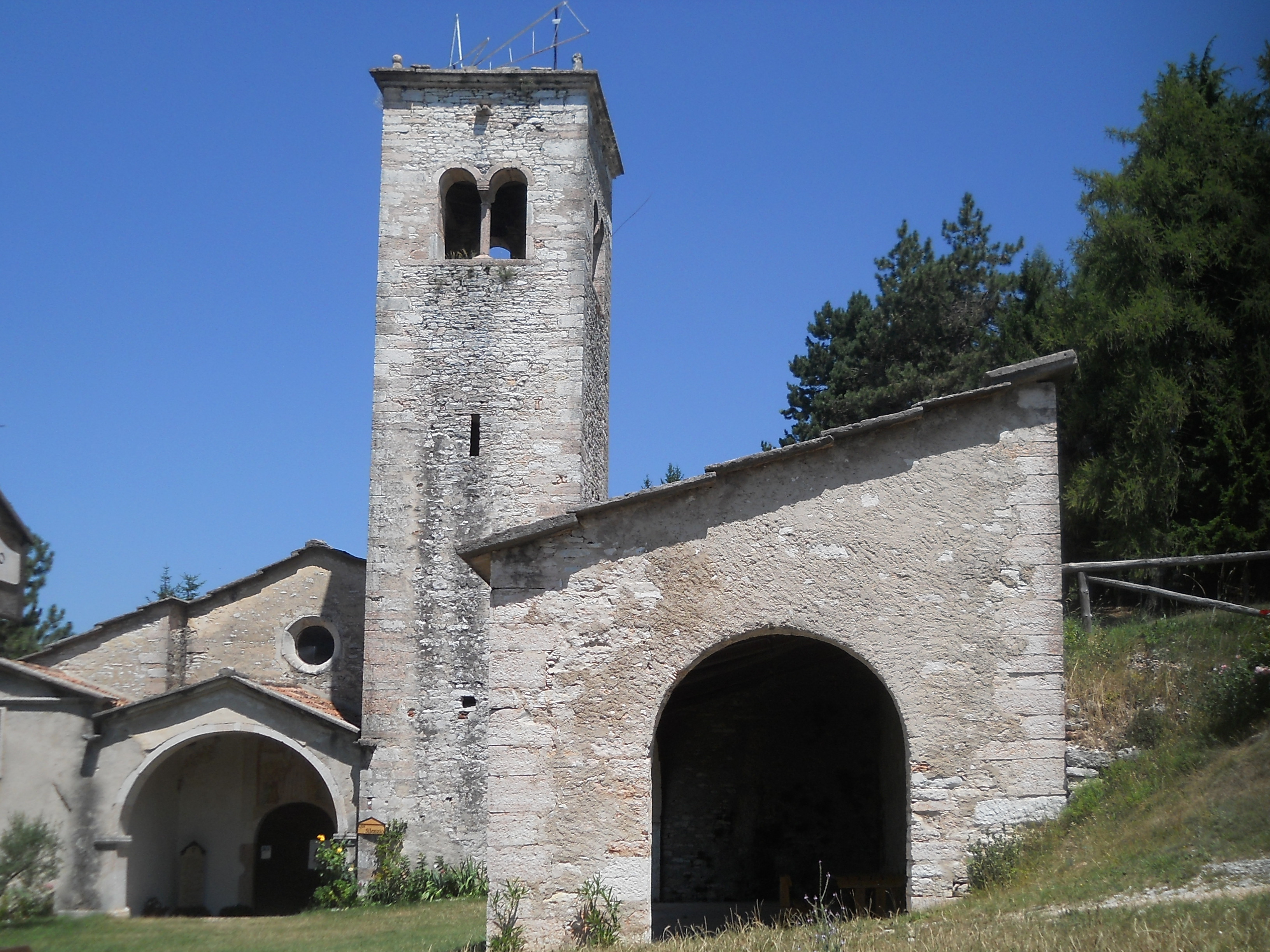
La romanica chiesa di San Leonardo sul monte Moro a San Mauro di Saline

Con l'avvento dell'età comunale si ebbe un ripopolamento della zona con Grezzana, elevata a sede pievana, centro più importante. Fiscalmente la valle era organizzata in un colonnato mentre giurisdizionalmente in un capitanato. Questo nuovo assetto politico si ripercuote sul territorio che vede il progressivo abbandono dei castelli fino a far scomparire ogni traccia, con l'esclusione di quello di Montorio per via della sua posizione strategica. All'epoca l'alta Lessinia risultava divisa in Frizzolana, che comprendeva la fascia boschiva posta tra i circa 900 e i 1200 metri e di proprietà di enti ecclesiastici cittadini; la Silva Communis Veronae, posta tra i 1200 e 1400 e appartenente al comune di Verona che dispose diverse leggi per la raccolta della legna per prevenire l'impoverimento; e il Lessinio, i pascoli di alta quota in gran parte di proprietà di latifondisti laici o di monasteri e dove si produceva la lana, elemento fondamentale per l'economia veronese di quel tempo.
Nel corso del XIII secolo a Verona si viene ad affermare l'arte della lana come una delle istituzioni economiche cittadine più importanti e di conseguenza l'alta Lessinia assume il ruolo di zona strategicamente fondamentale per il pascolo degli ovini. Tale situazione portò gli enti ecclesiastici a cedere, sia mediante affitto sia con pure alienazioni, molti dei loro territori lessinici a favore delle ricche famiglie cittadine impegnate nell'industria della lana. Ciò si affermò con la presa del potere da parte della signoria dei Della Scala, da tempo coinvolti nel commercio della lana, che un po' alla volta riuscirono a controllare le istituzioni religiose cittadine impossessandosi di fatto dei loro fondi montani. Sono questi gli anni in cui viene a costituirsi la cosiddetta Potesteria Lissinorum, che troverà pieno sviluppo nella successiva epoca veneziana, ovvero la temporanea giurisdizione sulla popolazione residente nei pascoli di alta quota da parte, formalmente, del monastero di san Zeno, ma in pratica affidata agli scaligeri in quanto feudatari.

#### L'immigrazione dei Cimbri
Il 5 febbraio 1287, mentre Alberto della Scala è signore di Verona, il vescovo Bartolomeo della Scala concede a un gruppo di coloni di origine tedesca che si erano insediati nell'altopiano vicentino di stabilirsi in Lessinia nell'area dell'odierna Roverè Veronese e conferendo ai loro due capi, Olderico Vicentino e Olderico da Altissimo, la carica di gastaldi vescovili. Ciò costituì il primo nucleo dei Cimbri della Lessinia. Il motivo che spinse il vescovo a chiamare questa popolazione fu di natura prettamente economica, ovvero la necessità di manodopera per la produzione di carbone vegetale e legname a costi più bassi rispetto a quello che veniva importato da Trento. A questa prima comunità vennero concessi diversi benefici, come l'esenzione dal servizio militare, dal pagamento di tasse e dal diritto di scegliersi il proprio parroco (giuspatronato). Nei primi anni del secolo successivo arrivarono a colonizzare, grazie all'assenso di Cangrande della Scala, la frizzolana a scapito dei canonici della cattedrale. Nel 1375 fondarono a parrocchia di Valdiporro e successivamente quella di Erbezzo, fino ad arrivare a stabilirsi anche a San Mauro di Saline, Velo Veronese, Camposilvano e Selva di Progno. La loro rapida espansione venne rallentata solo dalla peste nera che colpì tutta l'Europa senza risparmiare la Lessinia che accusò un notevole calo demografico.

### Dominazione veneziana

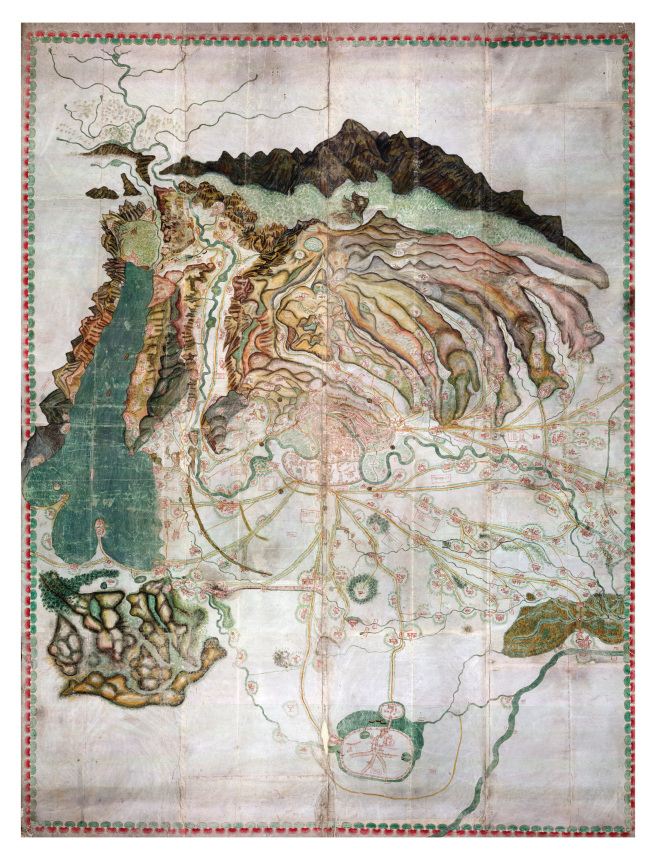
Carta d'Almagià, la più antica (1440) rappresentazione cartografica conosciuta del territorio veronese (e della Lessinia)

Terminato il potere degli scaligeri e dopo una breve parentesi sotto il dominio dei Visconti e dei Carraresi, con la dedizione di Verona a Venezia del 1404 anche la Lessinia diviene territorio della Serenissima e tale rimarrà fino alla sua caduta, fatta eccezione per il periodo della guerra della Lega di Cambrai.
La necessità di poter contare su popolazioni fedeli residenti nei pressi dei confini portò la Repubblica di Venezia a confermare e ad ampliare diritti e privilegi già accordati agli abitanti di questo territorio. Ad esempio, agli abitanti di Sant'Anna d'Alfaedo fu concesso di svolgere attività di pascolo e raccolta della legna a patto che assicurassero un controllo armato dei sentieri che conducevano verso il confine con il vescovado di Trento. Per favorire la zona, inoltre, la Serenissima promosse la costruzione di una strada, detta "della Selve Lessinee", che attraversava il territorio del vicariato della Valpantena per dirigersi verso Lugo, Belloro e Lughezzano.
La più antica raffigurazione cartografica della Lessinia appare in una carta del 1440, detta carta dell'Almagià, ove è disegnata gran parte del territorio Veronese. In tale documento sono ben riconoscibili, tra gli altri insediamenti, Sant'Anna d'Alfaedo con le località Cona e Cerna, entrambi con relativa chiesa, la zona di Selva circondata da boschi; Boscochiesanuova si presenta con molti edifici ed una chiesa; Valdiporro dispone anch'essa di una chiesa e nelle vicinanze appaiono diverse contrade; i territori di Saline, Tavernole, Alcenago, Lugo, Azzago, e Romagnano.
Grazie ai privilegi concessi dalla Serenissima e al periodo di relativa pace, tra il XIV e il XVI secolo la popolazione della Lessinia crebbe costantemente così come andarono ad affermarsi ulteriori attività, come la pastorizia e l'agricoltura, in aggiunta alle tradizionali produzioni di carbone e alla raccolta della legna. Nonostante ciò la popolazione viveva ancora in gravi ristrettezze economiche, tanto che il mais rappresentava quasi esclusivamente l'unico alimento disponibile. Con la crescita della popolazione iniziarono ad essere realizzati nuovi insediamenti. Abbandonate le vecchie abitazioni in legno, gli abitanti della Lessinia iniziarono ad utilizzare il rosso ammonitico facilmente reperibile sul posto e che lavorato a lastre regolari venne impiegato con successo. Vennero costruiti anche edifici dedicati alle varie attività, come baiti e caseare per la lavorazione del latte, ghiacciaie e forni per ottenere la calce viva. Menzione a parte per i numerosi edifici a carattere religioso che comparvero un po' dappertutto nel territorio lessinico: chiesette, capitelli, steli, piccole cappelle poste agli incroci delle strade, sono tutte manifestazioni della devozione religiosa degli abitanti che ancora oggi adornano il paesaggio.

### Dall'età moderna al XX secolo

Cippi di confine di confine della Lessinia

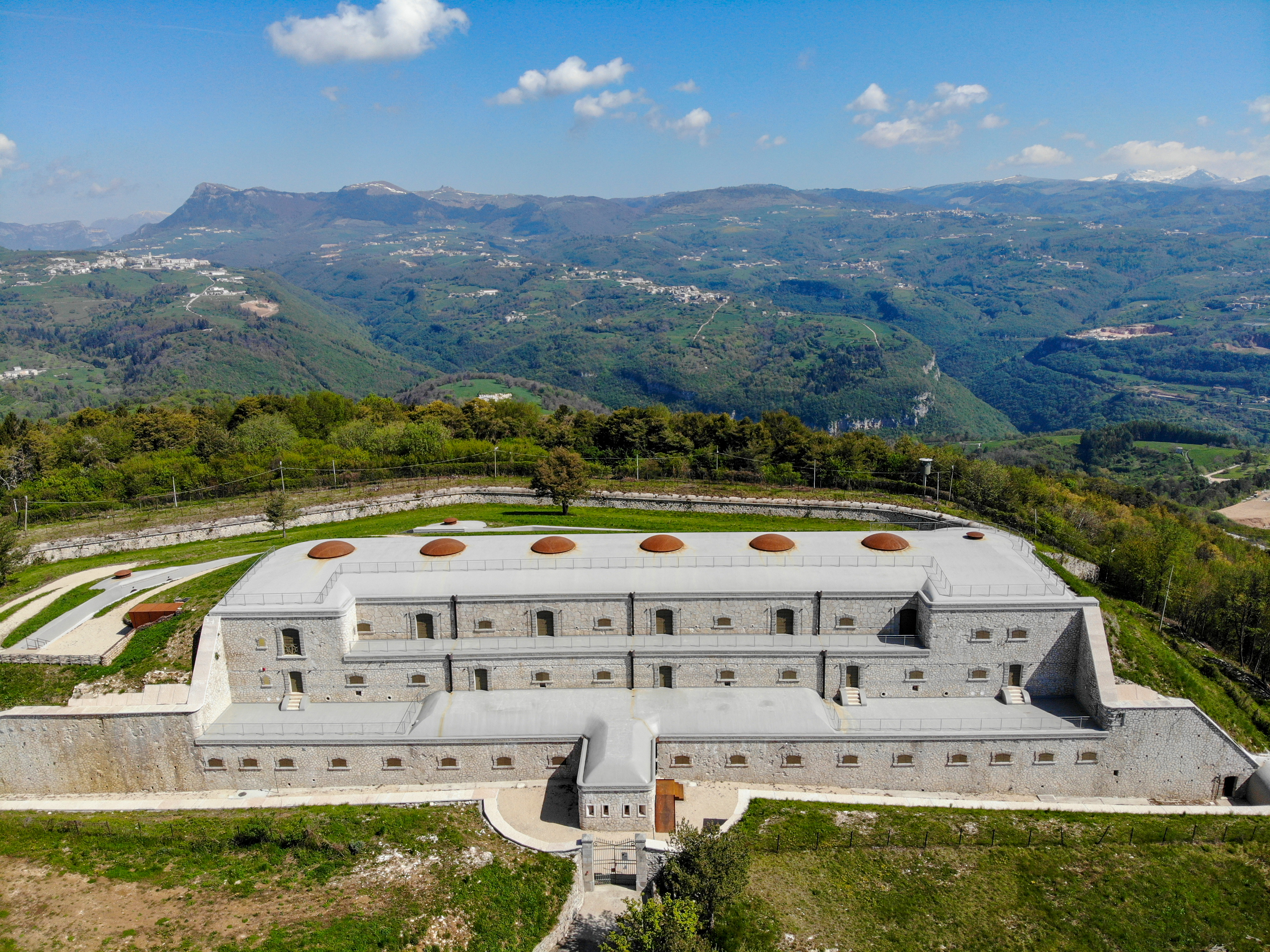
Forte Monte Tesoro

Quando le truppe napoleoniche si insediarono in Lessinia a seguito della pace di Presburgo del 1805 iniziarono grandi cambiamenti nell'assetto amministrativo della zona: i confini mutarono più volte e l'apparato burocratico andò incontro a semplificazioni. La presenza delle truppe nei paesi lessinici fu numerosa e spesso malvista dalla popolazione. Con l'intento di conoscere meglio le popolazioni che qui risiedevano, i francesi compirono due censimenti e studiarono la diffusione della lingua cimbra appurando che veniva parlata ancora a Selva di Progno, Campofontana e Giazza. Inoltre vennero fondate le prime scuole pubbliche laiche. Tali riforme continuarono con la successiva dominazione austriaca che si protrasse tra il 1814 e il 1866 quando vi fu l'annessione del Veneto al regno d'Italia. In questo periodo vi fu anche l'istituzione di un servizio medico gratuito pensato prevalentemente per contenere eventuali epidemie, tipiche erano quelle di pellagra, vaiolo e colera, che mietevano vittime tra la popolazione malnutrita. A seguito della terza guerra d'indipendenza la Lessinia annessa all'Italia tornò ad essere terra di confine con l'impero austriaco. Sorsero pertanto numerosi edifici militari difensivi come il forte Masua sul Monte Pastello, il forte San Briccio, il forte Santa Viola sopra Azzago e il forte Monte Tesoro. Venne inoltre potenziata la rete di vie carrabili. La seconda metà del XIX secolo non fu facile per la popolazione lessinica: gravi carestie associate ad una disoccupazione portò molta gente ad emigrare all'estero. Le attività più diffuse tra la povera popolazione residente si limitavano all'allevamento, alla produzione di formaggio e, nella zona centrale e orientale, di carbone; diffusa anche l'estrazione del ghiaccio che avveniva nelle tipiche giassare. Le difficili condizioni di vita portarono, inoltre, ad una notevole diffusione del fenomeno del contrabbando con il vicino Tirolo (Vedi contrabbando tra Ala e la Lessinia) con cui si scambiavano sali, tabacchi, caffè, spezie, zucchero ed alcolici.
Essendo un territorio di confine si temette che la Lessinia potesse essere un teatro di battaglie nel corso della prima guerra mondiale e pertanto venne fortificata con trincee, strade militari e disboscamenti. Le preoccupazioni, tuttavia, non furono esatte e l'altopiano servì solo come seconda linea e come campo di addestramento dei soldati mentre le attività belliche si concentrarono sul vicino monte Pasubio. Con la fine delle ostilità il Trentino divenne italiano e quindi la Lessina cessò di essere un territorio di frontiera. Le già provate popolazioni che qui risiedevano videro peggiorare ancora di più le loro condizioni di vita tanto che si registrò una forte emigrazione, non solo all'estero, ma anche nei territori vicini. La seconda guerra mondiale non coinvolse più di tanto l'altopiano che, comunque, venne occupato dalla Wehrmacht dopo il 1943. L'evento più significativo fu un incendio appiccato dai soldati tedeschi in alta val d'Alpone in segno di rappresaglia per un'azione portata a segno dei partigiani contro le truppe di occupazione.
Terminata la guerra, il successivo miracolo economico che investì l'Italia non fu sufficiente a mettere un freno allo spopolamento delle zone più elevate e remote della Lessina. Anzi, l'introduzione di nuove tecnologie e la crescita del settore industriale e dei servizi a valle fece scomparire alcune delle attività tipiche delle montagne tanto che i molti residenti finirono per trasferirsi in città abbandonando le antiche contrade che finirono per essere completamente disabitate. In contrapposizione a ciò, a partire dagli anni 1960 e nei centri più grandi, si iniziò a costruire nuove residenze utilizzate dai cittadini come seconde case per la villeggiatura e, in contemporanea, a nascere il fenomeno del turismo dell'altopiano.

## Flora e fauna

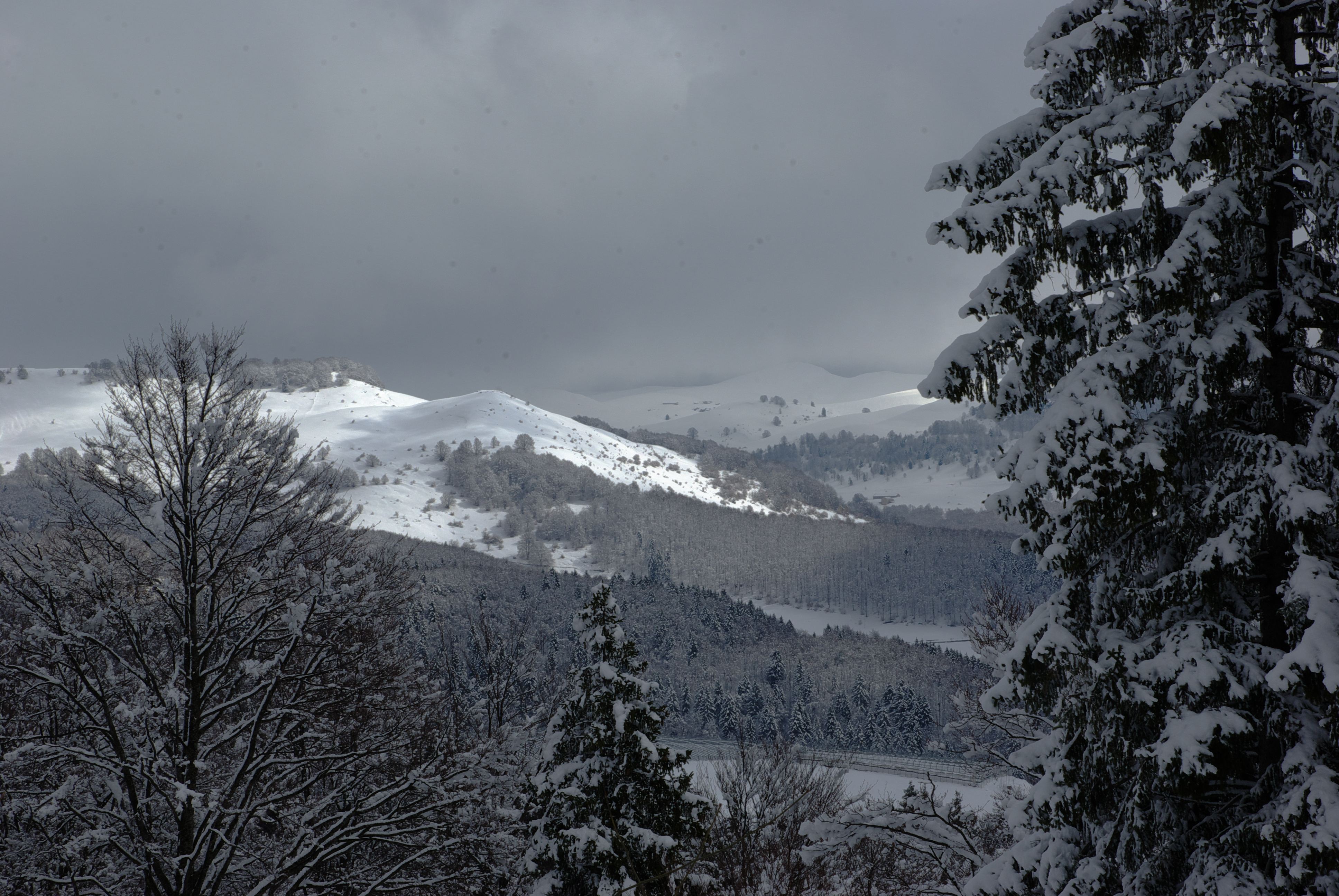
Veduta sopra Bosco Chiesanuova, Lessinia 2013

### Birdwatching
In Lessinia sono state osservate 170 specie dal 2006 al 2012, da quelle più comuni come i diversi turdidi, fringillidi e cince, a quelli più usuali nell'ambiente alpino come gallo cedrone, fagiano di monte, aquila reale, picchio muraiolo e merlo acquaiolo, a quelli più atipici come la cicogna nera, il cavaliere d'Italia, il cormorano, l'airone cenerino, l'airone guardabuoi, la marzaiola o il totano moro.
Anche in Lessinia si sta man mano sviluppando un turismo legato alla natura e in particolare all'osservazione degli uccelli (birdwatching), grazie alla presenza di numerose specie alpine come l'aquila reale, il codirossone o il merlo acquaiolo. Recente è la possibilità di vedere d'inverno una specie in Italia poco frequente e poco numerosa come lo zigolo delle nevi che ha portato in Lessinia numerosi fotografi e birdwatcher. Il punto principe ove osservare questo passeriforme artico è la località Bocca di Selva.

### Il lupo
Nei primi mesi del 2012, a seguito di dispersione naturale, è avvenuto l'incontro e la stabilizzazione di due lupi appartenenti a popolazioni differenti: un maschio di nome Slavc appartenente alla popolazione dinarica in dispersione dalla Slovenia, monitorato con radiocollare nell'ambito del progetto europeo “Life SloWolf”, ed una femmina appartenente alla popolazione italiana. La presenza di questi due lupi in Lessinia è di straordinario interesse scientifico ed è il primo caso – dopo la scomparsa del lupo sulle Alpi - che una coppia della specie si sia formata con individui appartenenti a due popolazioni diverse: quella dinarica e quella italiana. Il lupo era presente sulle Alpi fino alla fine del XIX secolo e, più sporadicamente, nei primi decenni del XX secolo.
In Veneto gli ultimi avvistamenti di lupo risalgono al 1931 nella zona di Belluno (Fossa, 1988), mentre in Lessinia la specie sembra essere scomparsa nella prima metà del 1800 (Garbini, 1898) , con sporadiche presenze isolate registrate nel 1880 (Benetti, 2003). Il lupo in Lessinia è storicamente legato alle tradizioni socio-culturali della popolazione cimbra, come attestato da toponimi, favole, leggende, proverbi e modi di dire dedicati a questo animale.
In località «Riserva di Buse di Sopra» (Comune di Velo Veronese) vi è una stele che porta la seguente iscrizione:1657 - CO - VELO - P - IL - CAS0 - FORD0 - DI - MADA - DE - LA - VALLE - 1655. Vicino a questa vi è un pozzo ed una pozza per abbeverare il bestiame al pascolo, denominati rispettivamente il «Posso del Loo» e la «Possa del Loo». Circa l'erezione di questa stele e la denominazione dei depositi d'acqua ecco quanto raccontava la nonna di uno degli scriventi, A. Benetti : "Nella contrada "Valle della Ba" (Camposilvano) viveva in tempi antichi una donna che si chiamava Maddalena. Nella contrada non vi erano pozzi da cui attingere acqua e così la donna, quando faceva la "lissia" (bucato) andava fino al "Posso del Loo" (Pozzo del Lupo) a prenderne un "col". Quando doveva "resentarla" (sciacquarla) occorreva molta acqua e allora preferiva portare la "lissia" sul posto risparmiando così molta fatica. Un giorno la "pora" Maddalena si recò al "Posso del Loo" per risciacquare il bucato e, mentre era intenta a questo lavoro, uscì fuori dal bosco un Lupo che la mangiò. Il Lupo mangiò solo la parte destra del corpo, non potendo toccare la sinistra perché vi batte il cuore. Dopo questo fatto, il Comune di Velo fece fare la lapide per ricordare ai passanti di dire una "Rechia meterna (requiem) per quella poveradonna". La credenza, ancora diffusa nella zona di Camposilvano, che i Lupi non potessero cibarsi della parte sinistra del corpo umano, nacque certamente da questo caso".
La presenza del lupo in Lessinia è tutt'oggi controversa, in quanto spesso divide l'opinione pubblica cittadina tra chi vede questa presenza in maniera positiva e favorevole al corretto mantenimento della biodiversità, e chi vede la presenza del lupo come un grosso problema a causa delle ingenti predazioni sugli animali d'allevamento. In Lessinia 11 consigli comunali hanno votato nel 2014 all'unanimità delle delibere comunali che chiedevano lo spostamento totale del predatore in altre aree e l'abbandono del progetto Life wolf alps.

## Arte e cultura

### Architettura

Tipiche case rurali in pietra della Lessinia

A sollecitare particolare interesse sono i piccoli paesi, attorniati dalle loro decine di contrade, che comprendono dalle due fino ad una cinquantina di abitazioni, nella parte più montana, sopra gli 800 m s.l.m.. In questi contesti l'utilizzo della pietra sfruttando la grande disponibilità di tale materiale attraverso le cave rispetto alla più scarsa disponibilità di legname da costruzione ha dato origine ad una caratteristica peculiare. I muri a secco, i tetti delle case sono composti da lastroni in pietra e rispecchiano la tipologia di costruzione delle numerose malghe. Anche i pavimenti delle case erano e, anche dopo le necessarie ristrutturazioni, sono stati mantenuti spesso in pietra, immancabile il camino all'interno e massicce travi in legno a sostenere i piani superiori.
La pietra veniva, inoltre, usata per muri di confine, lavatoi, e scolpita diventava croci ed edicole religiose spesso raffiguranti la Passione di Cristo o la Vergine Maria. Diffuse pure le giassàre o glazzàre ovvero le ghiacciaie in dialetto locale. Ormai abbandonate, la più nota e meglio tenuta è quella di Grietz, di forma circolare, sulla strada che collega Bosco Chiesanuova con San Giorgio.

### Musei

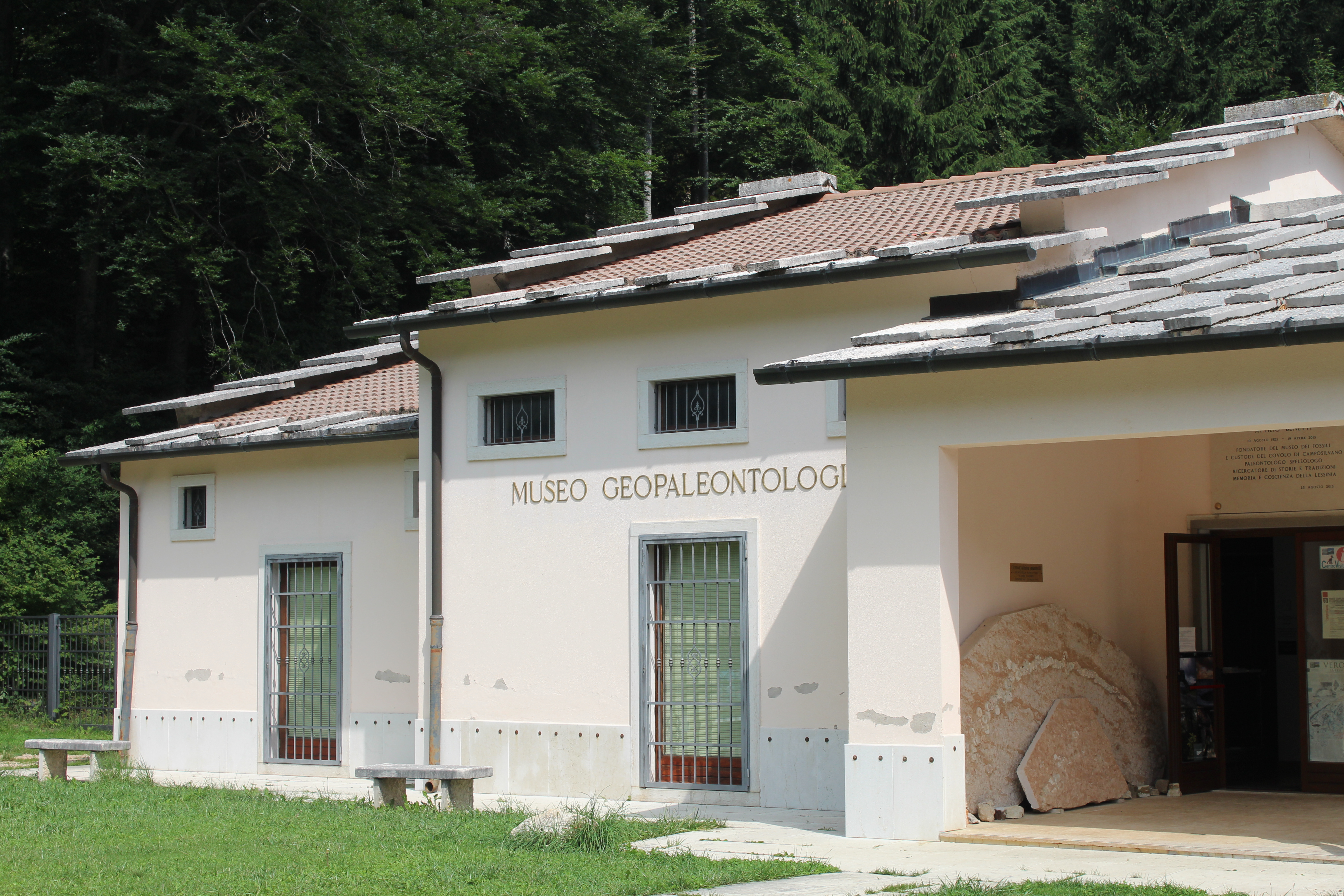
Museo geopaleontologico di Camposilvano

In Lessinia vi sono diversi musei, perlopiù naturalistici ma non mancano le collezioni etnografiche. Il Museo dei fossili di Bolca dedica due sale ai reperti fossili di oltre 150 specie di pesci, 250 di vegetali, oltre che insetti e fauna minore. Presso il Museo geopaleontologico di Camposilvano si possono trovare fossili del mesozoico e cenozoico trovati sia sull'altopiano che in altre regioni fornendo così una completa visione della storia geologica e paleontologica del luogo. Il Museo paleontologico e preistorico di Sant'Anna d'Alfaedo espone reperti rinvenuti nelle cave di pietra della zona tra cui fossili di pesci, di squali, di rettili marini e ammoniti. Vi è anche una sezione dedicata alla preistoria con oggetti trovati nei dintorni di Fumane. A Molina vi è il Museo botanico della Lessinia che vanta una collezione di circa 300 specie erbacee, arbustive e arboree tipiche della zona. La visita al museo può essere completata con il vicino Parco delle Cascate e con la visita alle antiche corti di pietra.
Il Museo dei fossili di Roncà, fondato nel 1975, offre testimonianze dell'ambiente di 40 milioni di anni fa come fossili di foraminiferi, molluschi, rettili, mammiferi e piante. Il Museo etnografico di Bosco Chiesanuova si prefigge lo scopo di illustrare i tipici lavori dei popoli che una volta vivevano in Lessinia, come il taglio della legna, la produzione di carbone vegetale, la lavorazione del latte e la produzione di ghiaccio. A Giazza il Museo dei Cimbri offre un percorso espositivo relativo alla storia, alla cultura e alla lingua degli antichi Cimbri. Infine, il Museo dei Trombini a Selva di Progno espone alcuni tipi di trombino tra i quali un esemplare di fabbricazione veneziana risalente al 1500. Menzione va fatta anche per l'Area floro-faunistica di Malga Derocon, ad Erbezzo, permette ai visitatori di osservare esemplari di camosci, cervi, caprioli allo stato di semi libertà, oltre a 60 specie floristiche della Lessinia, un giardino roccioso e alcun faggi secolari.

## Economia
L'economia s'incentra soprattutto sull'allevamento, sulla produzione casearia e sull'estrazione e la lavorazione del Marmo rosso e della Pietra della Lessinia.

### Turismo
Il turismo in Lessinia è prevalentemente di tipo confinante, cioè caratterizzato da turisti provenienti dalle zone limitrofe (soprattutto dalle città di Verona e Mantova).

## Monumenti e luoghi d'interesse

### Architetture religiose

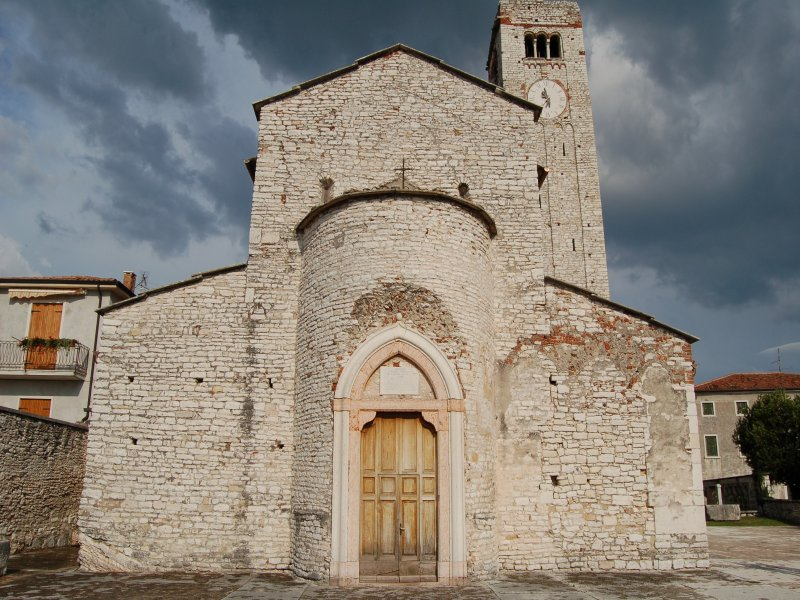
Pieve di San Giorgio di Valpolicella

- Pieve di San Giorgio di Valpolicella, a San Giorgio di Sant'Ambrogio di Valpolicella. Sorta su un precedente tempio longobardo, di cui è ancora presente un interessante ciborio, l'edificio romanico è stato edificato nell'XI secolo. Nel Medioevo ha ospitato una collegiale di sacerdoti ed un seminario.
- Chiesa di San Leonardo sul monte Moro, a San Mauro di Saline. L'attuale edificio venne realizzato nel 1388 su una precedente chiesetta, probabilmente distrutta da un incendio attigua ad un monastero di cui, nel 1145, il priore era un certo Lanfranco. All'esterno, sulla destra, è presente un vasto porticato utilizzato per ospitare i numerosi pellegrini che qui si recavano in visita. Le pareti delle navate sono adorne di affreschi del XVII e XVIII secolo.
- Chiesa di San Giovanni in Loffa, a Sant'Anna d'Alfaedo. L'edificio dovrebbe risalire al XIII secolo, anche se le prime tracce scritte si trovano solo oltre un secolo dopo.
- Chiesa di Sant'Antonio, a Vestenavecchia (VR). Fu eretta dai Vescovi verso la fine del XIII secolo sulle rovine del castello (e con materiali dello stesso) e venne dedicata a Sant'Antonio Abate. La chiesa fu rimaneggiata all'esterno nel 1537; nel 1650 venne innalzato sia l'elegante altare barocco, sia l'abside che per anni custodì un antico Crocifisso ligneo del Cinquecento.

### Altri luoghi di interesse storico-naturalistico

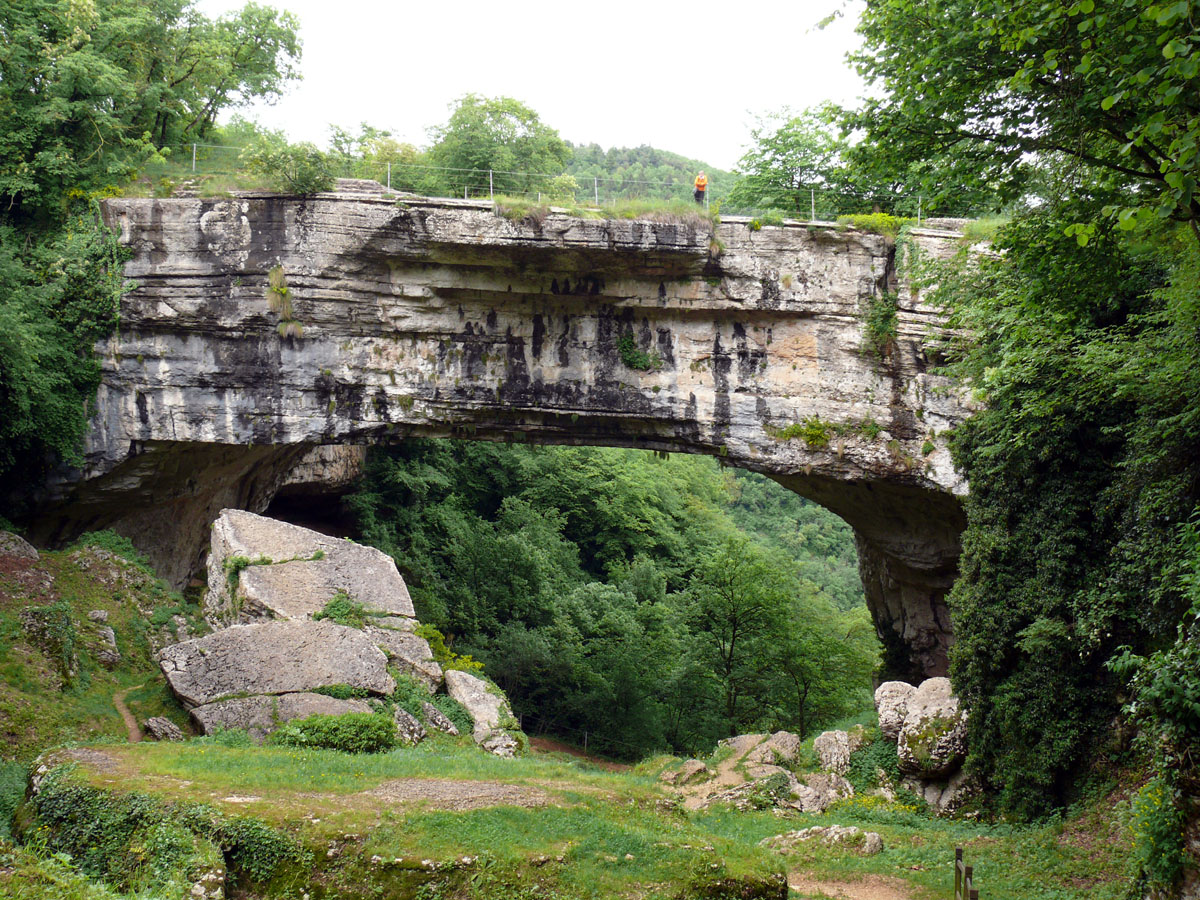
Ponte di Veja

- Ponte di Veja, a Sant'Anna d'Alfaedo, si tratta di un arco naturale con una arcata di circa quaranta metri, uno spessore minimo di nove metri e una larghezza di venti metri.
- Parco delle cascate di Molina, a Molina di Fumane, è un parco naturale famoso per le sue cascate.
- Cave di Prun, a Negrar, sono antiche cave sotterranee di marmo. Secondo le fonti storiche, queste monumentali cave già esistevano agli inizi del XIII secolo.
- Riparo Solinas, a Fumane, attualmente noto come Grotta di Fumane, fu abitato per un lunghissimo periodo che va da circa 60.000 anni fa con presenze dell'Homo neanderthalensis fino al crollo della grotta che si presume risalga a 25.000 anni fa conseguenza ed effetto di una glaciazione. Viene considerato da molti il sito più importante in Europa per il lungo periodo di utilizzo e per caratteristiche proprie.

## Sport

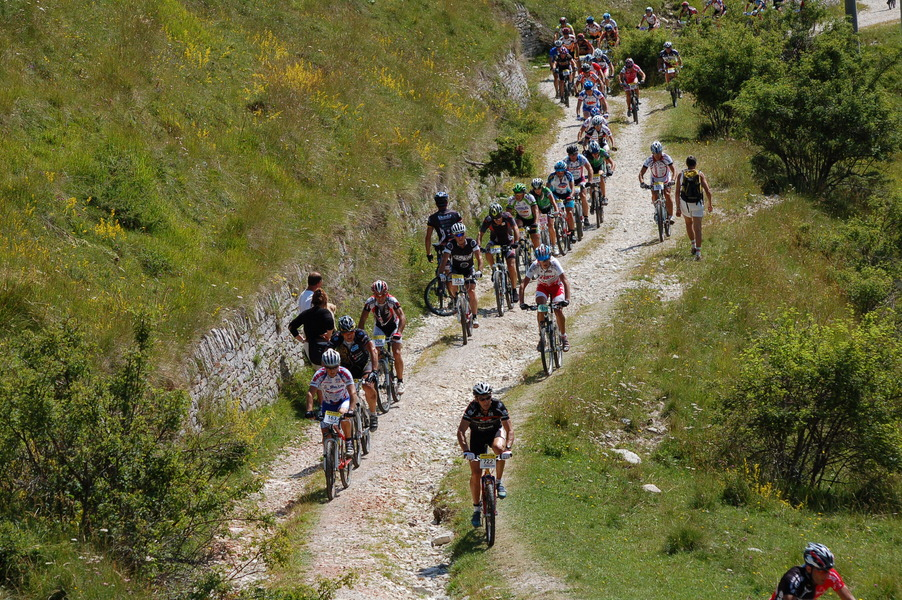
L'edizione del 2009 della Lessinia Bike che si teneva ogni anno su questi monti.

I monti della Lessinia offrono numerose opportunità agli sportivi. Nel periodo invernale nella zona intorno a Malga San Giorgio (località di Bosco Chiesanuova) era presente una stazione sciistica con alcuni impianti di risalita. Malga San Giorgio è inoltre una delle partenze (insieme a quelle di Passo delle Fittanze e di Bocca di Selva) del celebre centro Fondo Alta Lessinia, un percorso di sci di fondo che si snoda negli angoli più belli della catena montuosa, toccando quote che vanno dai 1390 ai 1755 m.
D'estate la Lessinia vede la presenza di numerosi escursionisti, e negli ultimi anni è notevolmente cresciuta la presenza di amanti della mountain bike. I percorsi sterrati attraverso le malghe hanno fatto da richiamo agli amanti della bicicletta da fuoristrada. Nelle zone intorno a Sega di Ala si teneva ogni anno la Lessinia Bike, gara che vedeva impegnati numerosi atleti in un percorso che toccava i più suggestivi luoghi della Lessinia occidentale. La parte orientale è invece teatro di molte edizioni di un'altra importante gara di mountain bike: la Lessinia Legend. Importante anche la presenza degli appassionati di bicicletta da corsa, la cui meta preferita è l'attraversamento del passo delle Fittanze, in particolare della dura salita che parte da Sdruzzinà (Ala).

### Esplicative
1. ↑  Uno sovraintendeva alla valle Pruvinianense, uno al fiume Fibbio e uno alla valle di Illasi. In: Sauro et al., 2017, p. 38.

### Bibliografiche
1. 1 2  Bodini, 2005, p. 347.
2. ↑   D. Olivieri, Toponomastica Veneta, Roma, 1962.
3. ↑  Unisic
4. ↑   Matteo Scolari, La Lessinia è nel Registro nazionale dei paesaggi rurali storici, su altipascolidellalessinia.it, 9 settembre 2020. URL consultato il 22 ottobre 2022 (archiviato il 1º ottobre 2020).
5. ↑  Bodini, 2005, pp. 31-32.
6. ↑  Bodini, 2005, p. 37.
7. 1 2  Bodini, 2005, p. 38.
8. ↑  Bodini, 2005, p. 39.
9. ↑  Bodini, 2005, p. 40.
10. ↑  Bodini, 2005, p. 43.
11. ↑  Bodini, 2005, pp. 44-45.
12. ↑  Bodini, 2005, pp. 46-47.
13. ↑  Bodini, 2005, p. 50.
14. ↑  Bodini, 2005, p. 51.
15. 1 2 3 4   ARPAV, Atlante Climatico del Veneto (PDF), su arpa.veneto.it. URL consultato il 26 giugno 2019.
16. ↑  Bodini, 2005, pp. 109-110.
17. ↑  Bodini, 2005, p. 110.
18. ↑  Bodini, 2005, pp. 110-111.
19. ↑   7 giugno 1891 terremoto nel veronese, su meteoterremoti.altervista.org. URL consultato il 4 luglio 2023.
20. ↑  Bodini, 2005, p. 105.
21. ↑  Bodini, 2005, p. 221.
22. ↑  Pellegrini, Bosio, Nardo, 1976, pp. 29-30.
23. ↑  Bodini, 2005, p. 224.
24. ↑  Bodini, 2005, p. 229.
25. ↑  Bodini, 2005, pp. 226-227.
26. ↑  Bodini, 2005, p. 231.
27. ↑  Bodini, 2005, p. 239.
28. 1 2  Bodini, 2005, p. 250.
29. ↑  Bodini, 2005, p. 244.
30. 1 2  Bodini, 2005, p. 249.
31. ↑  Aspes, 1984, pp. 806-808.
32. ↑  Bodini, 2005, p. 264.
33. ↑  Bodini, 2005, pp. 287-288.
34. ↑  Bodini, 2005, p. 292.
35. ↑  Bodini, 2005, p. 287.
36. ↑  Bodini, 2005, pp. 292-293.
37. ↑  Bodini, 2005, p. 290.
38. ↑  Bodini, 2005, pp. 312-313.
39. ↑  Bodini, 2005, p. 295.
40. ↑  Bodini, 2005, p. 314.
41. ↑  Bodini, 2005, p. 296.
42. ↑  Bodini, 2005, p. 346.
43. ↑  Sauro et al., 2017, p. 38.
44. 1 2  Bodini, 2005, p. 325.
45. ↑  Bodini, 2005, pp. 328-329.
46. ↑  Bodini, 2005, p. 329.
47. 1 2  Bodini, 2005, p. 358.
48. ↑  Bodini, 2005, p. 360.
49. ↑  Bodini, 2005, pp. 365-366.
50. ↑  Bodini, 2005, pp. 367-368.
51. ↑  Bodini, 2005, pp. 349-350.
52. ↑  Bodini, 2005, p. 349.
53. ↑  Sauro et al., 2017, p. 44.
54. 1 2  Bodini, 2005, p. 351.
55. ↑  Bodini, 2005, p. 350.
56. ↑  Sauro et al., 2017, pp. 45-48.
57. ↑  Bodini, 2005, p. 352.
58. ↑  Bodini, 2005, p. 423.
59. ↑  Bodini, 2005, p. 425.
60. ↑  Bodini, 2005, p. 431.
61. ↑  Bodini, 2005, pp. 424-425, 431.
62. ↑  Bodini, 2005, p. 429.
63. ↑  Bodini, 2005, pp. 443-451.
64. ↑  Bodini, 2005, p. 444.
65. ↑  Bodini, 2005, p. 482.
66. ↑  Bodini, 2005, pp. 482-483.
67. ↑  Bodini, 2005, p. 484.
68. ↑  Bodini, 2005, p. 485.
69. ↑  Bodini, 2005, p. 487.
70. ↑  Bodini, 2005, pp. 487-488.
71. ↑  Bodini, 2005, pp. 490-491.
72. ↑  Bodini, 2005, pp. 491-493.
73. ↑  Bodini, 2005, p. 497.
74. ↑  Bodini, 2005, p. 501.
75. ↑  Bodini, 2005, p. 502.
76. ↑  Resoconti ornitologici della Lessinia
77. ↑   Attilio Benetti, Laura Bonomi, IL LUPO IN LESSINIA NEI RACCONTI DEI NOSTRI VECCHI - Lessinia ieri oggi domani 1978.
78. ↑   L'architettura in Lessinia, su verona.com. URL consultato il 4 luglio 2023.
79. ↑   Architettura in Lessinia tra cultura e storia, su visitlessinia.eu. URL consultato il 4 luglio 2023.
80. ↑  Bodini, 2005, p. 173.
81. ↑  Bodini, 2005, p. 174.